# Lutz Heilmann
Lutz Eberhard Heilmann (født 7. september 1966 i Zittau) er en tidligere medlem af den tyske Bundestag for partiet Die Linke, valgt i Slesvig-Holsten. Heilmann er det første forbundsdagsmedlem som har været fuldtidsansat ved DDR's kontroversielle efterretningstjeneste Stasi.
Heilmann fik 13. november 2008 lukket Wikimedia Deutschlands hjemmeside via et sagsanlæg, idet han hævder at oplysninger i tysk Wikipedias artikel om ham var ukorrekte. Flere medier har skrevet at Heilmann "lukkede Wikipedia", hvilket ikke er korrekt. Forbuddet omfattede kun lukning af genvejen fra den tyske internetadresse www.wikipedia.de, der tilhører Wikimedia Deutschland. Den tyske Wikipedias egentlige domæne er de.wikipedia.org, som hører hjemme i USA og er uden for tysk jurisdiktion.

## Biografi
Heilmann tog studentereksamen i 1985 i Zittau i DDR. Derefter aftjente han en frivilligt forlænget værnepligt (tre år i stedet for de normale 18 måneder) ved Ministeriet for Statssikkerhed (Stasi). Her blev han siden professionel medarbejder ved hovedafdelingen for personbeskyttelse. Heilmann hævder selv at han kun arbejdede med overvågelse af statslige bygninger og objekter. Videre påstår Heilmann selv, at han i oktober 1989 søgte sin afsked. I virkeligheden forlod han først Ministeriet for Statssikkerhed i januar 1990, da dette ministerium blev opløst.
1991 begyndte Heilmann at studere økonomi ved universitetet i Zittau/Görlitz. Fra 1992 studerede han jura ved Freie Universität Berlin og ved universitet i Kiel. Han afbrød studiet i 2005 efter at have afsluttet første del, fordi han på det tidspunkt blev medlem af forbundsdagen. I 2005 var han uddannelsesfuldmægtig ved retten i Lübeck.

## Politisk aktivitet
Heilmann blev i 1986 medlem af Sozialistiche Einheitspartei Deutschlands. I 1992 forlod han SED's efterfølger, PDS, men blev igen medlem i 2000. Fra 2000 til 2002 var han bestyrelsmedlem for PDS-kredsen i Nordwestmecklenburg. I 2004 opbyggede han en lokalafdeling af PDS' ungdomsforbund Solid i Mecklenburg-Vorpommern.
Fra 2005 til 2009 var Heilmann medlem af den tyske forbundsdag for partiet Die Linke. Han var partiets eneste forbundsdagsmedlem valgt i Slesvig-Holsten.
Heilmann grundlagde i 2007 Landesarbeitsgemeinschaft Queer, en gruppe for bøsser, lesbiske og transseksuelle indenfor Die Linke i Slesvig-Holsten. Han har engageret sig i Christopher Street Day i forskellige byer.

## Arbejde for Ministeriet for Statssikkerhed
I oktober 2005 afslørede Der Spiegel Heilmanns Stasi-fortid, som han indtil da havde holdt hemmelig. Heilmann hævder stadig offentligt, at han fra 1985 til 1990 aftjente en „forlænget værnepligt (Personbeskyttelse MfS)“. Heilmann var dog efter at have aftjent den almindelige værnepligt på 18 måneder og frem til 1990 ansat som professionel soldat under Stasi og forlod det først, da det blev opløst.
Før valget havde Heilmann ikke fortalt medlemmerne af partiet om sin aktivitet for Stasi. Det udgjorde en overtrædelse af partiets egne retningslinjer. På partiets kongres i delstaten Slesvig-Holsten den 4. december 2005 stemte de delegerede om et mistillidsvotum mod Heilmann. Resultatet blev 47 stemmer for Heilmann og 42 imod ham. Siden den tid regnes Heilmann for omstridt blandt Die Linke i Slesvig-Holsten.

## Sag mod Wikimedia
Heilmann har anlagt sag mod Wikimedia Deutschland på grund af påstande om ham i den tyske Wikipedia som han anser for fejlagtige. Den 13. november 2008 fik han ved retten i Lübeck nedlagt et retligt forbud mod at internetadressen www.wikipedia.de omdirigeres til den tyske Wikipedia, så længe visse informationer om ham findes i den. www.wikipedia.de er en hyppig brugt genvej som tilhører Wikimedia Deutschland, men selve den tyske Wikipedia ligger på domænet de.wikipedia.org, som hører hjemme i USA.
Han anlagde også sag mod tre Wikipedia-brugere, som havde arbejdet med artiklen. Ifølge Der Spiegel var Heilman oprørt over påstandene om at han ikke havde afsluttet sit universitetsstudium, og at han havde deltaget i visse forretninger som omfattede pornografi. Nyhedsmagasinet Der Spiegel beretter også, at Wikipedia-artiklen gentagne gange var redigeret af en bruger fra en computer i Forbundsdagens bygning, men Heilmann nægtede at have ændret artiklen.